# Philoscia longicaudata
Philoscia longicaudata là một loài chân đều trong họ Philosciidae. Loài này được Wahrberg miêu tả khoa học năm 1922.